# Muyinga (tỉnh)
Muyinga là một trong 18 tỉnh của Burundi.

## Hành chính
Tỉnh được chia thành 7 xã:
- Buhinyuza
- Butihinda
- Gashoho
- Gasorwe
- Giteranyi
- Muyinga
- Mwakiro